# دختر شانگهای
دختر شانگهای (انگلیسی: Daughter of Shanghai) فیلمی آمریکایی به کارگردانی رابرت فلری است که در سال ۱۹۳۷ منتشر شد. این فیلم در آن زمان به دلیل استفاده از بازیگران آسیایی-آمریکایی برای نقش‌های اصلی، غیر عادی محسوب می‌شد. این فیلم از نخستین فیلم‌هایی است که آنتونی کوئین در آن بازی کرد.

## بازیگران
- آنا می ونگ
- فیلیپ آهن
- چارلز بیکفورد
- باستر کرب
- سیسیل کانینگهام
- جی. کارول نایش
- آنتونی کوئین
- اولین برنت
- فرانک سالی
- مائه بوش
- چارلز سی. ویلسون